# Campeonato Mundial de Ginástica Rítmica de 1963
O I Campeonato Mundial de Ginástica Rítmica transcorreu entre os dias 7 e 8 de dezembro de 1963, na cidade de Budapeste, Hungria.

## Eventos
- Individual geral
- Livre sem aparelhos
- Livre com aparelhos

## Medalhistas
| Evento              | Ouro                                             | Prata                                            | Bronze                                        |
| Individual geral    | Ludmilla Szavinkova · União Soviética · (19,233) | Tatiana Kravtchenko · União Soviética · (19,166) | Yulia Traslieva · Bulgária · (18,933)         |
| Livre sem aparelhos | Ludmilla Szavinkova · União Soviética · (9,663)  | Tatiana Kravtchenko · União Soviética · (9,600)  | Elvira Averkovics · União Soviética · (9,433) |
| Livre com aparelhos | Ludmilla Szavinkova · União Soviética · (9,600)  | Tatiana Kravtchenko · União Soviética · (9,566)  | Yulia Traslieva · Bulgária · (9,533)          |

## Quadro de medalhas
| Ordem | País            | Medalha de ouro | Medalha de prata | Medalha de bronze |   |
| ----- | --------------- | --------------- | ---------------- | ----------------- | - |
| 1     | União Soviética | 3               | 3                | 1                 | 7 |
| 2     | Bulgária        |                 |                  | 2                 | 2 |
| TOTAL | TOTAL           | 3               | 3                | 3                 | 9 |